# Helge Jääsalo
Helge Iivari Jääsalo (till 1930 Grönholm), född 19 september 1909 i Pielisjärvi, död 16 mars 1990 i Helsingfors, var en finländsk militär och ämbetsman. 
Jääsalo utexaminerades från Sjökadettskolan 1934 och uppnådde slutligen kommodors grad 1967. Han tjänstgjorde inom Finlands flotta och Gränsbevakningsväsendet fram till 1960, var chef för Sjöfartsstyrelsens lots- och fyravdelning 1960–1964 samt verkets generaldirektör 1964–1976. Han gjorde en energisk insats för att åstadkomma året om-trafik på hamnarna i Bottenviken.